# Written in the Stars
Written in the Stars is een nummer van de Britse rapper Tinie Tempah uit 2010, in samenwerking met de Amerikaanse zanger Eric Turner. Het is de derde single van Disc-Overy, het debuutalbum van Tempah.
"Written in the Stars" gaat over het overwinnen van tegenslagen en vinden van succes. De tekst zoomt in op de tegenslagen die Tempah zelf heeft meegemaakt in zijn leven. Het nummer werd in diverse landen een hit en bereikte de nummer 1-positie in het Verenigd Koninkrijk. Ook aan de andere kant van de oceaan was de plaat succesvol; het kwam tot de 12e positie in de Amerikaanse Billboard Hot 100. In de Nederlandse Top 40 reikte het nummer tot de 19e positie, terwijl het in Vlaanderen de 5e positie in de tipparade bereikte.

## Tracklijst
Cd-single
1. "Written in the Stars" - 3:27